# 고교입시 (드라마)
고교입시(일본어: 高校入試 고코뉴시[*])는 후지 TV에서 2012년 10월 6일부터 동년 12월 29일까지 후지 TV 토드라 시간대에 방송된 텔레비전 드라마이다.
주연은 나가사와 마사미. 각본은 소설 《고백》, 《속죄》 등으로 유명한 미나토 카나에의 첫 드라마 각본이다.
캐치프레이즈는 〈그러니까 말이야, 고교입시 따윈, 짓눌러버려 줄게.〉

## 개요
- 첫회는 15분 확대 방송(11:10 ~ 24:10) 외에 프로그램 조정의 형편성을 위해 제3화는 (23:30 ~ 24:15), 제5화는 (11:25 ~ 24:10) 방송 시간이 변경되었다. 제10화는 토요 프리미엄 대형 신비 특별 기획 〈스페셜 드라마 재회〉 방송을 위해 (23:30 ~ 24:15) 방영되었다.

- 또한 이 작품은 지상파 방송에서 1주일 후 토요일 (18:00 ~ 18:45)에 케이블 TV 스카이 퍼펙트 커뮤니케이션! 〈후지 TV TWO 드라마·애니메이션〉에서 재방송 되고 있다. 지상파의 연속 드라마를 최근 방송 직후 위성에서 재방송하는 것은 민방에서는 처음이다. (같은 시기에 방송된 드라마틱 선데이 《TOKYO 에어포트~도쿄 공항 관제 보안부~》에서도 마찬가지로 최근 방송에 앞서 마지막 방송분을 재방송 하고 있다).

- 후지 TV의 유료 동영상 전달 서비스 〈후지 TV On Demand〉에서는 최신 이야기를 방송 종료 직후에 추가 전달하고 있으며, 무료 다이제스트 판이나 현장의 배우의 모습 등의 프로그램을 제공하고 있다.[2]

## 등장 인물

### 현립 타치바나 제1고등학교

#### 교직원
- 하루야마 쿄코 (28) - 나가사와 마사미

영어 담당. 업계에서도 대기업으로 알려진 여행사 「대양 관광객」에서 고등학교 수학 여행을 담당하고 있었지만, 그 일을 하던 도중 자신은 귀국 자녀이기 때문에 일본의 학교 제도를 전혀 모르는 점을 발견하고, 일본의 학교에 대해 더 깊이 알고 싶다라고 생각해 학교 교육에 종사하는 일에 종사하기로 결심한다. 이후 교원 채용 시험을 통과해, 고등학교 교사가 되었다. 일을 실수없이 해내는 자세에 주위의 교사들로부터 신뢰를 받고, 교사 1년차 2학년 B반 담임을 맡고 있다. 그 회사의 고등학교 입시에 관련된 사건에 휘말리게 된다.
- 타키모토 미도리 (25) - 미나미사와 나오

음악 담당. 동료 교사 아이다와 교제중으로, 구하기 힘든 인디고 리조트 티켓을 구해달라고 쿄코에게 부탁한다. 쿄코가 모르는 교내 문제에 대하여 상담을 하고 있다.
- 아이다 키요타카 (28) - 나카오 아키요시

체육 담당. 제1고 출신 OB. 학생 지도부. 학생들 사이에서는 장관으로 불린다. 2학년 B반의 이시카와 에리나와 연애 관계로 발전, 음악 교사의 타키모토 미도리와는 교제중이다.
- 코니시 토시야 (33) - 토쿠야마 히데노리

영어 담당. 료코의 지도 담당. "입시를 때려 부셔버려!"라는 벽보와 사카모토의 휴대폰이 2학년 B반의 칠판에 방치되어 있던 사건에 대해, 사건으로 했을 때 교장이 책임을 주었는지 추궁했지만 얼버무려 버린다.
- 무라이 유지 (25) - 시노다 미츠요시

수학 담당. 상근 강사. 교장에게서 재계약의 타진이 없는 것을 불안해 하고 있다. 또한 성과를 내려고 필사적으로 노력하지만 행동이 따라주지 않고, 항상 겉돌고 있다
- 미야시타 테루아키 (43) - 코마츠 토시마사

미술 담당. 제1고 출신 OB. 신임으로 모르는 것이 많은 쿄코를 걱정, 교무실에서 옆 자리에 앉아 있으면서 무언가 조언하고 있다.
- 오기노 마사오 (55) - 사이키 시게루

처리 담당. 입시 부장. 2013년도 입학 시험을 정리하고 있다.
- 미즈노 후미아키 (43) - 사카타 마사노부

사회 담당. 제1고 출신 OB. 도쿄대 출신. 틈이 없이 성실하고 부담스러운 말을 하며 어려운 분위기를 자아내고 있다.
- 마츠시마 타카시 (45) - 하바 유이치

영어 담당. 제1고 출신 OB. 상근 강사·무라이는 제자. 영어과를 총괄하는 입장에 있지만 아들이 올해 제일고를 시험보기 때문에 공평을 기하기 위해 답안지 채점이 없다.
- 사카모토 타에코 (48) - 타카하시 히토미

영어 교과 주임. 제1학교 출신 OB. 딸은 명문인 이 학교 졸업생, 결혼 상대도 제일고를 졸업하지 않으면 격차가 생겨 결혼 생활도 오래 가지 않는다고 생각한다. 일류 기업에 근무하고 있다는 경력보다 제일고를 졸업하고 있다는 사실이 중요하다. 잘못된 계산기 사용법으로 인한 채점 실수와 채점 결과의 컴퓨터 입력 실수 등 사카모토는 입시 채점 때마다 다양한 문제를 일으켜왔다.
- 카미조 마사루 (50) - 시미즈 카즈아키

교감.
- 마토바 이치로 (58) - 야마모토 케이

교장. 고교 입시의 채점 실수 문제가 거론되고 나서, 주위의 눈들에 힘들어하고 있기 때문에 더 마음을 단단히 먹고 채점에 임하도록 교사들에게 훈시한다.

#### 학교 관계자
- 이시카와 에리나 (17) - 야마자키 히로나

쿄코가 담임으로 있는 2학년 B반 여학생. 남자 배구부 매니저. 한때 자신의 입시 수험 일 복도에 놓여져 있던 가방 속에서 휴대폰이 울려, 그것으로 인해 입학 후 트집을 잡히며 친구를 사귀지 못하고 따돌림을 당하게 되었다.
- 사와무라 쇼타 (50) - 이리에 마사토

동창회 회장. 제1고 졸업생임을 매우 자랑스러워한다.
- 시바타 마사코 (38) - 이쿠타 토모코

아사미의 어머니. 남편은 현 국회의원이라는 이유로 외동 딸에게 과도한 기대를 걸고 있다.

#### 수험 학생
- 시바타 아사미 (15) - 미야마 카렌

수험 번호 77번. 부모의 과도한 기대로 인해 고통을 받고 있다. 교직원이 시험 방해와 부정행위 방지 이유로 휴대 전화를 회수하려고 했을 때 휴대폰이 없으면 불안에 빠질 수 있기 때문에 "없다"라고 거짓말을 하지만, 마지막 영어시험 도중에 휴대전화가 울려버려 퇴장 처분을 받는다. 그러나 2학년 B반에만 "입시 주의사항"의 안내문이 작년 것으로 되어있어, "휴대 전화는 전원을 꺼둔다" 라고만 쓰여있음이 확인된 관계로 실격 처분을 면하게 된다.
- 타나베 준이치 (15) - 마사키 레이야

수험 번호 46번. 코이치의 동생.
- 마츠시마 토쿠마 (15) - 타카스기 마히로

수험 번호 59번. 제1고 교사 타카시의 아들. 쇼타와는 동급생으로, 그에게서 집요한 괴롭힘을 받고 있다.
- 사와무라 쇼타 (15) - 아라키 히로후미

수험 번호 55번. 동창회 회장·사와무라의 삼남. 토쿠마의 동급생. 몰래 토쿠마을 괴롭히고 있다. 영어 과목의 시험 중 아사미의 휴대 전화벨이 울리는 소동을 틈타, 답안 컨닝을 한다.

### 그 외
- 테라지마 토시아키 - 쿄 노부오

- 타나베 코이치 (20) - 나카무라 토모야

5년 전에 동생 준이치와 같이 제일고의 입학 시험에 희망해, 자신의 가채점에는 합격선에 있었지만 결과는 불합격이었다.
- 사와무라 코조 (25) - 쿠라누키 마사히로

쇼타의 형. 제일고에 입학해, 별볼일 없는 대학을 졸업하고 나서 특별한 일에 종사하고 싶어 일자리를 찾을 수 없다는 이유에서 직업을 가지지 않은채로 계속 살고있다.
- 토쿠하라 히로유키 (28) - 후미 마사토

여행사 "대양 관광객" 사원. 료코의 옛 동료. 미도리의 남자 친구가 "INDIGO RESORT"의 GOLD VIP 카드를 분실하여, 료코의 의뢰로 제일고에 카드를 들고온다.

## 제작진
- 각본 : 미나토 카나에
- 연출 : 호시 마모루, 키타가와 마나부
- 기획·제작 : 하토리 켄이치
- 프로듀서 : 야나가와 유키코
- 연출 보조 : 미키 시게루, 후치가미 마사토
- 음악 : 사하시 토시히코
- 삽입곡: 마스오카 타로, 리카 (TYB48) / 〈마지막 눈〉 (제2화)
- 엔딩 타이틀 백 : 코바야시 카즈히로
- 편성 : 시카나이 츠키
- 제작 저작권 : 후지 TV
- 제작 협력 : 쿄도 TV

## 주제가
- back number 〈푸른 봄 (青い春)〉 (2012년 11월 7일 발매)[3]

## 방송일
| 각 화                                                      | 방송일           | 연출                        | 시청률 |
| ---------------------------------------------------------- | ---------------- | --------------------------- | ------ |
| 제1화                                                      | 2012년 10월 6일  | 호시 마모루                 | 7.7%   |
| 제2화                                                      | 2012년 10월 13일 | 호시 마모루                 | 6.3%   |
| 제3화                                                      | 2012년 10월 20일 | 호시 마모루                 | 7.0%   |
| 제4화                                                      | 2012년 10월 27일 | 호시 마모루 키타가와 마나부 | 4.9%   |
| 제5화                                                      | 2012년 11월 3일  | 호시 마모루 키타가와 마나부 | 7.2%   |
| 제6화                                                      | 2012년 11월 10일 | 호시 마모루                 | 5.9%   |
| 제7화                                                      | 2012년 11월 17일 | 키타가와 마나부             | 7.3%   |
| 제8화                                                      | 2012년 11월 24일 | 키타가와 마나부 호시 마모루 | 6.9%   |
| 제9화                                                      | 2012년 12월 1일  | 키타가와 마나부             | 7.8%   |
| 제10화                                                     | 2012년 12월 8일  | 키타가와 마나부             | 5.2%   |
| 제11화                                                     | 2012년 12월 15일 | 호시 마모루                 | 7.5%   |
| 제12화                                                     | 2012년 12월 22일 | 호시 마모루                 | 8.1%   |
| 최종화                                                     | 2012년 12월 29일 | 호시 마모루                 | 7.5%   |
| 평균 시청률 6.9% (시청률은 간토 지방·비디오 리서치사 조사) |                  |                             |        |